# Lengyel József (lelkész)
Lengyel József (Tiszaszőlős, 1770. március 31. – Szalacs, 1822. március 15.) tanár, református lelkész, egyházi zeneszerző.

## Életpálya
Tanulmányait Tiszaszentimrén kezdte és Debrecenben folytatta, a Református Kollégiumban, ahol 1785 tavaszán végzett. 1786 októberétől 1787 júniusáig a német nyelv kedvéért Aszódon időzött, majd visszatért Debrecenbe, ahol 1795 tavaszától őszéig (Csokonai pere alatt is) széniorságot viselt a kollégiumban.
Innen külföldre ment, 1796-tól Göttingenben gyarapította ismereteit, míg 1798 januárjában visszatért Debrecenbe a bölcsészet tanárának, ahonnan az Immanuel Kant által megteremtett német idealizmus avagy kantianizmus terjesztése miatt elüldözték.
1802-ben lelkésznek ment Nagyszalontára, majd 1809-ben Nagyváradra, végül 1813-ban Szalacsra. 1817-től két évig az érmelléki egyházmegye jegyzője, 1819-től helyettes esperese volt.
Az énekköltés és prédikáció-írás területén fejtett ki munkásságot. A korában készült énekeskönyv 38 eredeti és 2 Kleistból fordított énekét tartalmazta, melyek közül a jelenleg is használtban van 23 ének.

## Egyéb művei
- Közönséges vasárnapi prédikációk (2 kötet), Debrecen, 1828
- Innepi és különös alkalmatosságokra való prédikációk, Debrecen, 1828